# Большая Умытья
Большая Умытья — река в России, протекает по Ханты-Мансийскому АО. Устье реки находится в 795 км по левому берегу реки Конда. Длина реки составляет 86 км, площадь водосборного бассейна 1260 км².

## Притоки
- 8 км: Туманная (лв)
- 19 км: Малая Умытья (лв)
- 55 км: Вершина (пр)
- Берёзовый (лв)

## Данные водного реестра
По данным государственного водного реестра России относится к Иртышскому бассейновому округу, водохозяйственный участок реки — Конда, речной подбассейн реки — Конда. Речной бассейн реки — Иртыш.
Код объекта в государственном водном реестре — 14010600112115300015965.